# Ossington
Ossington – wieś w Anglii, w hrabstwie Nottinghamshire. Leży 31 km na północny wschód od miasta Nottingham i 192 km na północ od Londynu.